# Vazierende Messe
Unter einer vazierenden (auch: vaszierenden) Messe verstand man in der frühen Neuzeit sogenannte Messstipendien an verschiedenen Altären.
Es handelt sich hier um eine besondere Art des Messstipendiums, häufig zugunsten von Benefiziaten. Ein bestimmter Geldbetrag wird an einer Kirche oder einem Kloster gestiftet. Der Stifter erhält dafür die Zusage, dass an einem oder mehreren Terminen eine heilige Messe in seinem Namen an einem nicht näher bestimmten  Altar dieser Kirche gefeiert wird. Die Stiftungsbeträge von mehreren Altären werden so in einer einzigen Stiftung gesammelt und dem Stiftungszweck entsprechend verwendet.

## Geschichte
Der Begriff ist in der Reformationszeit und danach in der Oberpfalz sowie in Altbayern belegt. Aufgrund der Reformation wurden in den dortigen Gebieten die bestehenden Messstipendien aufgehoben und die dazugehörigen Stiftungsvermögen anderweitig verwendet. Der Begriff „va(s)zierende Messe“ bezeichnete bei den Anhängern der Reformation dann einfach das Messstipendium als solches. Nach der Rekatholisierung der Oberpfalz kamen die Erträge (das „Gefälle“) der vazierenden Messen den Kapuziner- und Franziskanerpatres zugute, denen zunächst die Pfarreien übertragen wurden, da es an Weltpriestern mangelte.
Im Jahre 1784 findet sich der Begriff in einer Verordnung Josephs II., dort ist ausdrücklich von einer Unterscheidung zwischen Benefiziaten und vazierenden Messen die Rede.